# Malu Mare, Dolj
Malu Mare este satul de reședință al comunei cu același nume din județul Dolj, Oltenia, România.